# Championnat panaméricain féminin de handball 2005
Navigation
Brésil 2003 République dominicaine 2007
Le 8e Championnat panaméricain féminin de handball s'est déroulé à São Bernardo do Campo, en Brésil, du 25 au 29 mai 2005.

## Classement final
La compétition se déroule sous la forme d'une poule unique : 
|   | Équipe           | Pts | J | G | N | P | Bp  | Bc  | Diff |
| - | ---------------- | --- | - | - | - | - | --- | --- | ---- |
| 1 | Brésil           | 10  | 5 | 5 | 0 | 0 | 166 | 56  | 110  |
| 2 | Argentine        | 8   | 5 | 4 | 0 | 1 | 122 | 103 | 19   |
| 3 | Uruguay          | 6   | 5 | 3 | 0 | 2 | 118 | 139 | -21  |
| 4 | Canada           | 4   | 5 | 2 | 0 | 3 | 106 | 139 | -33  |
| 5 | Rép. dominicaine | 2   | 5 | 1 | 0 | 4 | 115 | 143 | -28  |
| 6 | États-Unis       | 0   | 5 | 0 | 0 | 5 | 91  | 138 | -47  |

## Matchs
| 25 mai 15h00 | Argentine | 22 – 18 | Rép. dominicaine |  |
| 25 mai 15h00 | (11–8)    |         |                  |  |

| 25 mai 17h00 | Uruguay | 28 – 24 | États-Unis |  |
| 25 mai 17h00 | (12–9)  |         |            |  |

| 25 mai 20h00 | Brésil | 41 – 10 | Canada |  |
| 25 mai 20h00 | (17–3) |         |        |  |

| 26 mai 16h00 | Canada | 24 – 15 | États-Unis |  |
| 26 mai 16h00 | (7–9)  |         |            |  |

| 26 mai 18h00 | Argentine | 32 – 18 | Uruguay |  |
| 26 mai 18h00 | (17–9)    |         |         |  |

| 26 mai 20h00 | Brésil  | 39 – 14 | Rép. dominicaine |  |
| 26 mai 20h00 | (15–11) |         |                  |  |

| 27 mai 16h00 | Uruguay | 31 – 26 | Rép. dominicaine |  |
| 27 mai 16h00 | (17–11) |         |                  |  |

| 27 mai 18h00 | Argentine | 29 – 22 | Canada |  |
| 27 mai 18h00 | (15–11)   |         |        |  |

| 27 mai 20h00 | Brésil | 27 – 8 | États-Unis |  |
| 27 mai 20h00 | (13–4) |        |            |  |

| 28 mai 13h00 | Argentine | 29 – 21 | États-Unis |  |
| 28 mai 13h00 | (14–7)    |         |            |  |

| 28 mai 15h00 | Brésil | 35 – 14 | Uruguay |  |
| 28 mai 15h00 | (18–4) |         |         |  |

| 28 mai 17h00 | Canada  | 28 – 27 | Rép. dominicaine |  |
| 28 mai 17h00 | (15–13) |         |                  |  |

| 29 mai 08h00 | Rép. dominicaine | 30 – 23 | États-Unis |  |
| 29 mai 08h00 | (13–14)          |         |            |  |

| 29 mai 09h30 | Uruguay | 27 – 22 | Canada |  |
| 29 mai 09h30 | (10–14) |         |        |  |

| 29 mai 11h30 | Brésil | 24 – 10 | Argentine |  |
| 29 mai 11h30 | (12–6) |         |           |  |